# Фрешандетс
Фрешанде́тс (фр. Fréchendets, окс. Hreishindèth) — коммуна во Франции, находится в регионе Юг — Пиренеи. Департамент — Верхние Пиренеи. Входит в состав кантона Ланнемезан. Округ коммуны — Баньер-де-Бигор.
Код INSEE коммуны — 65179.

## География

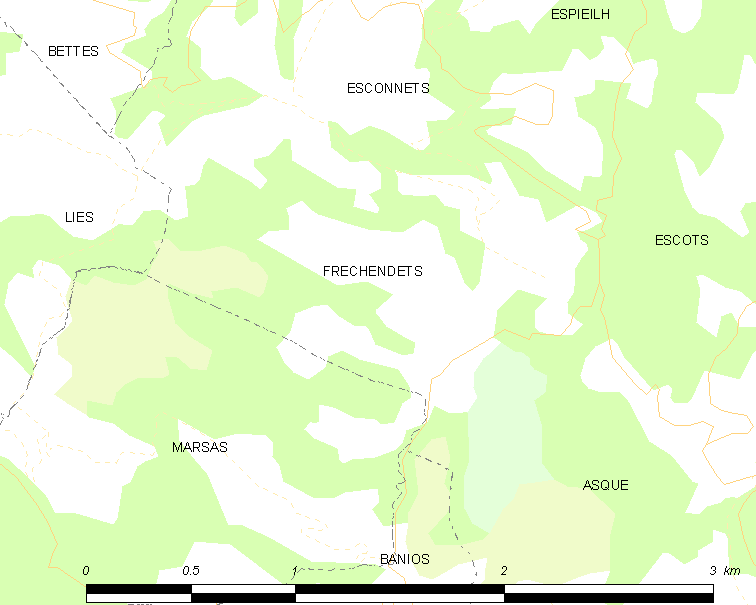
Карта коммуны

Коммуна расположена приблизительно в 670 км к югу от Парижа, в 115 км юго-западнее Тулузы, в 24 км к юго-востоку от Тарба.
По территории коммуны протекает река Лалерд.

## Климат
Климат умеренно-океанический с солнечной тёплой погодой и обильными осадками на протяжении практически всего года.

## Население
Население коммуны на 2010 год составляло 34 человека.
| 1962 | 1968 | 1975 | 1982 | 1990 | 1999 | 2010 |
| ---- | ---- | ---- | ---- | ---- | ---- | ---- |
| 46   | 34   | 27   | 25   | 14   | 21   | 34   |

## Администрация
| Период | Период | Фамилия     | Партия | Примечания |
| ------ | ------ | ----------- | ------ | ---------- |
| 1925   | 1945   | Жан Блан    |        |            |
|        |        |             |        |            |
| 1959   | 1983   | Луи Блан    |        |            |
| 1983   | 2001   | Клеман Блан |        |            |
| 2001   | 2020   | Бернар Приё |        |            |

## Экономика
В 2010 году среди 25 человек трудоспособного возраста (15-64 лет) 17 были экономически активными, 8 — неактивными (показатель активности — 68,0 %, в 1999 году было 77,8 %). Из 17 активных жителей работали 13 человек (5 мужчин и 8 женщин), безработных было 4 (4 мужчины и 0 женщин). Среди 8 неактивных 2 человека были учениками или студентами, 1 — пенсионером, 5 были неактивными по другим причинам.